# Chronologie du télégraphe
La Chronologie du télégraphe montre l'apparition et le développement des technologies des lignes de télégraphe à travers le monde. Les principales avancées se déroulèrent au cours du XIXe siècle. Elles modèlent en profondeur l'histoire de la presse écrite sur cette période. À cette époque furent inventées les principales techniques qui sont les fondations des moyens de télécommunications modernes (duplex, multiplexages, système binaire, débit, commutateur, etc). À partir de 1861, l'Europe est reliée à la Californie, et en 1871 à Hong-Kong et à l'Australie.

## Précurseurs

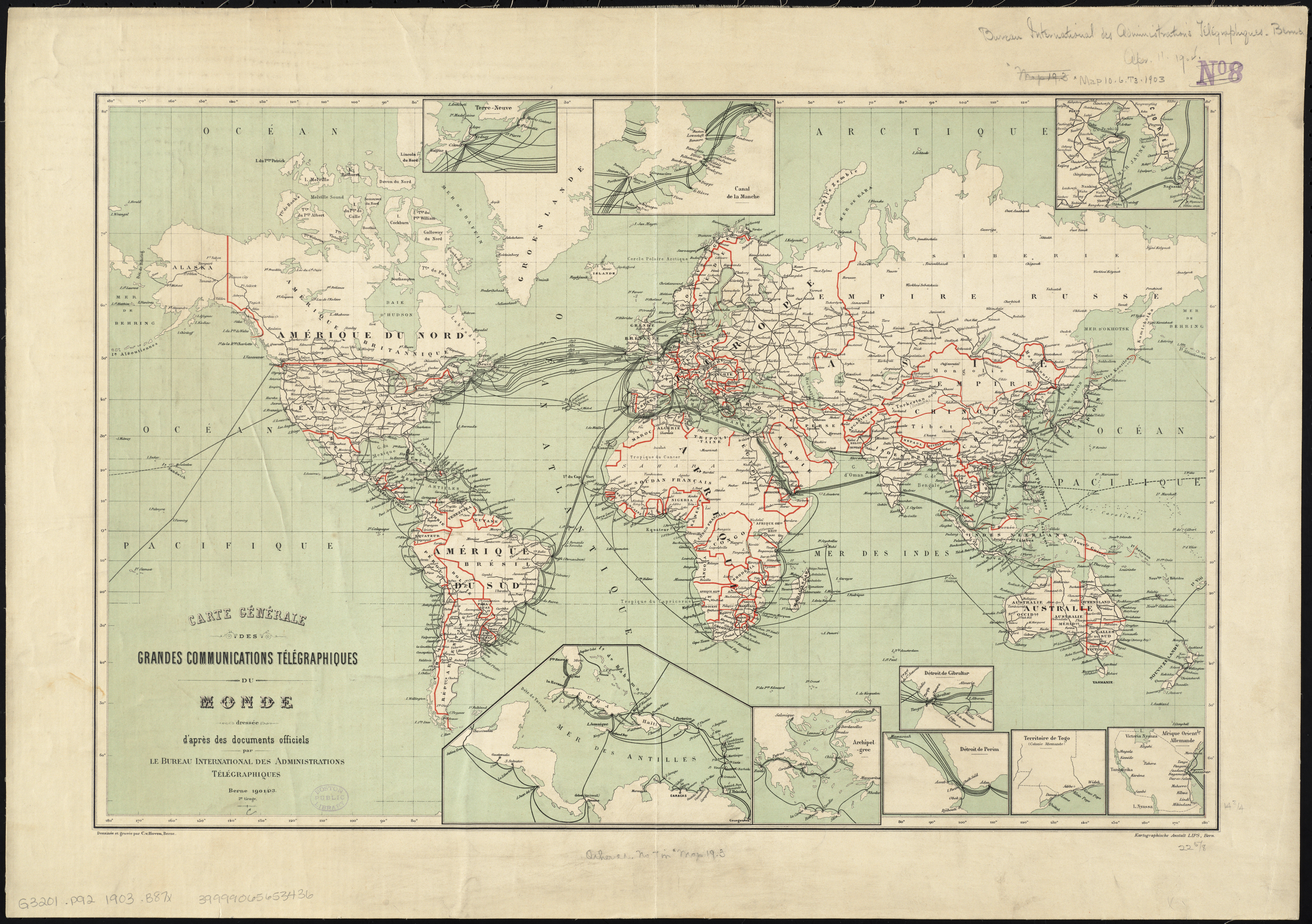
« Carte générale des grandes communications télégraphiques du monde » Bureau International des Administrations Télégraphiques, Berne, 1901

- 26 avril 1793 : rapport enthousiaste de Joseph Lakanal à la tribune de la Convention : « Voilà l'invention que la Révolution attendait. Quelle meilleure réponse apporter à ceux qui pensaient que la France est trop étendue pour former une seule République"[1].
- 1794 : réalisation de la 1re ligne de télégraphe Chappe, Lille-Paris, suivie par une 2e vers Metz.
- 1796 : Augustin Bétancourt et Abraham Breguet expérimentent à Meudon le télégraphe à aiguilles.
- 1796 : George Murray (évêque de St David's) lance  le premier télégraphe optique de Grande-Bretagne, de Londres à Deal, au succès immédiat[2].
- 1797: ils proposent une variante, le télégraphe en T.
- 1797: Madrid étudie le projet de Télégraphe optique espagnol (Madrid - Cadiz)[2]
- 1798: Chappe propose de créer une agence de presse.
- 1798: 3e ligne Chappe, de Paris à Brest.
- 1799: 4e ligne Chappe, de Paris à Lyon.
- 1805: le succès du télégraphe optique s'estompe, Bonaparte réduit les crédits aloués à leur construction et entretien. Claude Chappe ne supporte pas ce désaveu et se jette dans un puits en 1805 à l'âge de 42 ans[3].
- 1805: la ligne Chappe, de Paris à Lyon, continuée jusqu'à Turin et Milan
- 28 mai 1809: Bonaparte prolonge la ligne de Bruxelles vers Anvers, puis en 1810 vers Amsterdam.
- 1er mars 1815: débarquement de Napoléon au Golfe Juan, Paris ne l'apprend que le 5 mars 1815, pour cause de brume. Napoléon avance presque jusqu'à Grenoble, le 7 mars.
- septembre 1822 : la liaison Paris-Bordeaux-Bayonne décidée car perspectives de guerre avec l'Espagne, à la suite du soulèvement. Les frères Chappe l'obtiennent après une tentative du contre Amiral de Saint Haouen d’en obtenir la réalisation[4].
- 1830 : Révolution de juillet, les frères Chappe écartés de leur entreprise. Pierre-François Marchal la reprend pour l'État.
- décembre 1830: un mémorandum à l'État-major prussien projette l'édification du télégraphe optique prussien.
- 1831: la Chambre de commerce de Paris et les courtiers en assurances tentent sans succès, d'établir un lieu unique d’information certifié, bannissant les autres sources écrites de l’intérieur de la Bourse.
- janvier 1831: Alexandre Ferrier, domicilié au 1 Place de la Bourse à Paris, prévoit une ligne commerciale entre Calais et Londres. Alphonse Foy, le directeur du télégraphe Chappe s'y oppose.
- 31 mai 1831: Alphonse Foy remplace Pierre-François Marchal à la Direction du Service Télégraphique.
- 24 août 1831: lettre d'Alphonse Foy au président du conseil, promettant sous peu un mémoire sur "la possibilité de se servir des télégraphes d'État pour faciliter les services commerciaux et privés".
- 24 janvier 1832: Alexandre Ferrier crée l'"Entreprise générale des télégraphes publics de jour et de nuit" pour une liaison Paris-Rouen
- 21 juillet 1832: la construction du télégraphe optique prussien est finalement ordonnée.
- 1832 : Michel Blanc (financier), gérant de la compagnie des Ponts suspendus de Lyon, lance avec son frère Joseph une ligne Paris-Lyon, qui transmet une fois par jour, vers 16 heures, pour des investisseurs financiers.
- 1833 : Claude Ferrier exploite une ligne financière et commerciale Paris-Rouen à l'aide d'un télégraphe optique à 5 voyants. Alphonse Foy s'y oppose aussi.
- 1832 : François Blanc s'installe à Bordeaux à la tête d'une société de placement qui mise sur la hausse ou la baisse des valeurs de la bourse de Bordeaux, en utilisant le télégraphe Chappe, avec la complicité des fonctionnaires chargés de son fonctionnement, pour connaitre avant les autres les variations des cours de la Bourse de Paris.
- 6 mai 1834: un arrêté confie à la Chambre de commerce de Paris le monopole de l'affichage, public et privé, à la Bourse.
- 22 octobre 1835 : Charles-Louis Havas transforme son bureau de traduction en "Agence des Feuilles Politiques - Correspondance Générale"[5].
- 1837 : Jean-Claude Fulchiron, député du Rhône déclare que les télégraphes privés ne servent qu'à "établir brigandage pour voler ceux qui ne savent pas les nouvelles de Bourse".

## De 1836 à 1845, la décennie du tâtonnement
- 1836 : plusieurs spéculations boursières, dont celles des frères jumeaux Louis et François Blanc[6], utilisant des télégraphies Chappe clandestines sont démantelées[7].
- 14 mars 1837: les frères Blanc sont acquittés par la cour d'assises de Tours au motif qu'il n'existe pas de loi interdisant de recevoir télégraphiquement des informations.
- 2 mai 1837: promulgation de la loi française sur le monopole d'État sur le télégraphe optique.
- 1837 : Charles Wheatstone fait la démonstration en juillet 1837, au nord de Londres, de la première liaison télégraphique électrique filaire (2 km)[8].
- 1838 : le premier télégraphe électrique commercial est construit par Charles Wheatstone entre Londres et Birmingham.
- 28 septembre 1838 : Samuel Morse dépose une demande de brevet pour le télégraphe électrique.
- 1839: seconde ligne du télégraphe optique russe. La première, très courte, datait de février 1834.
- 1840 : le 1er télégraphe optique américain est lancé entre Philadelphie et New York par l'association des courtiers qui constituent la Bourse de Philadelphie.
- 1842 : Samuel Morse déploie une ligne télégraphique sous-marine reliant l'île de Manhattan à Brooklyn et au New Jersey, en association avec Samuel Colt.
- 1843 : Après des démarches opiniâtres, Samuel Morse réussit à obtenir du Congrès une aide de 30 000 dollars pour établir une ligne télégraphique entre Baltimore (Maryland) et Washington (DC).

## 1845 à 1855, la décennie du déploiement
- 1845 : le scientifique écossais Henry O'Rielly fonde l'une des deux premières compagnies américaines de télégraphe, la "Henry O'Rielly Contract and Co", à Philadelphie
- 1845 : fondation de la Magnetic Telegraph company, de l’ex-ministre des postes Amos Kendall, associé à Samuel Morse
- 1846 : Charles Wheatstone  simplifie son télégraphe qui fonctionne avec deux aiguilles[9]
- 1846 : création de la première compagnie de télégraphe anglaise l'Electric Telegraph Company, qui devient l'Electric and International Telegraph Company.
- 1847 : la liaison Paris-Bordeaux-Bayonne prolongée jusqu'à Madrid.
- 1848 : le scientifique écossais Alexander Bain dépose un brevet sur un autre type de télégraphe, utilisé par Henry O'Rielly
- 1848 : création officielle de l’agence Associated Press sous le nom d’Harbor Associated Press
- 1848 : le New York Télégraph Act vise à insuffler de la concurrence et reconnait la mission d'intérêt général de la presse.
- Février 1849 : le télégraphe arrive au Nouveau-Brunswick, création du Pony express de Nouvelle-Écosse entre Halifax et Saint John.
- Novembre 1849 : le télégraphe arrive à Halifax (Nouvelle-Écosse), premier terminal des navires à vapeur de la Cunard Line
- 1850 : Julius Wilhelm Gintl  invente un système télégraphique à écriture électro-chimique
- 1851 : les États-Unis comptent 50 compagnies de télégraphe différentes
- Novembre 1851 : pose du premier câble transmanche, création de l’agence Reuters à Londres
- Décembre 1851 : premières statistiques, constatant que 38 % des dépêches concernent la bourse et 28 % le commerce, soit 2/3 des dépêches, l’État n’en représentant que 9 %[10].
- 1er décembre 1852 : les équipements intermédiaires de Douvres et Calais sont supprimés, liaison directe entre les deux capitales. Les messages sont transmis en moins d'une heure entre les bourses de Paris et Londres au lieu de trois jours.
- En 1853, M Gintl, fonctionnaire du service de télégraphie autrichien arrive à faire circuler des dépêches en mode duplex (dans les deux sens simultanément)[9]
- 10 juin 1853 : Napoléon III accorde une seconde concession aux frères Brett. Ils relient la Corse et l'Algérie à la France.
- 1853 : une rubrique « dépêches télégraphique » apparaît dans les quotidiens français
- 1854 : le réseau télégraphique français long de 9 200 kilomètres, Paris relié à Bruxelles, Vienne et Madrid
- 1854 : plus de 120 journaux de province anglais abonnés aux services télégraphiques de presse
- 1854 : Hiram Sibley recapitalise la Western Union, impulse un programme de construction et d’acquisition, en particulier dans le Midwest, et rachète les droits de Cornwell, ex-associé de Samuel Morse.

## 1855 à 1870, quinze années de réformes institutionnelles
- 1855 : Cyrus Field fonde l'American Telegraph Company, qui deviendra la seconde compagnie américaine du secteur par la taille, derrière la Western Union;
- 1855 : la suppression d'une taxe sur les timbres en Angleterre permet l'émergence d'une Penny Press;
- 1855 : le télégraphe imprimeur (téléscripteur), inventé par David Edward Hughes;
- 7 juillet 1857 : accord de non-concurrence entre six jeune compagnies de l'Ouest, menées par celle d'Hiram Sibley, qui se promettent d'acheter pour un total de 56 000 dollars d'équipements de David Edward Hughes[11].
- Novembre 1857 : Havas s’associe à Fauchey, Laffite Bullier qui a la régie pub de nombreux périodiques;
- 5 août 1858 : premier câble transatlantique, mais un message de 100 mots dure 67 minutes, câble brûlé après 20 jours;
- Janvier 1859 : accord exclusif et réciproque d’Havas avec Reuters et Wolff pour les nouvelles étrangères;
- 12 octobre 1859 : accord général de non-concurrence en Amérique, qui prévoit le rachat des lignes de F.O.J. Smith, et réserve à Amos Kendall certaines lignes à fort trafic[11];
- 1860: le président américain James Buchanan signe le « Pacific Telegraph Act », qui lance un appel d’offres pour une ligne transpacifique, terminée en 1866. Il autorise aussi Hiram Sibley, président de la Western Union à déployer le premier câble transcontinental américain;
- 1861 : fondation du journal Le Temps, a des correspondants dès 1864 à Londres, Bruxelles, Naples et en Allemagne;
- 1861 : Guerre de Sécession, le gouvernement américain utilise le réseau de la New-York Associated Press;
- 1862 : création de la Western Associated Press, par des journaux mal informés sur la guerre;
- novembre 1863 : ouverture à New-York d'un Evening Exchange permettant de spéculer jusqu'à minuit sur les victoires militaires pendant la Guerre de Sécession, par Robert H. Gallaher, de l'Open Board of Stock Brokers;
- 1864 : Western Union rachète l’American Telegraph Company et l’U.S. Telegraph Company;
- 1865 : fin de la Guerre de Sécession les nouvelles traversent l’Atlantique par bateau;
- 1865 : scoop de l’agence Reuters sur l’assassinat d’Abraham Lincoln;
- 1865 : Reuters entre en Bourse avec un capital de 250 000 livres sterling;
- 1865 : Création de l'Union internationale du télégraphe (UIT);
- 1865 : en Angleterre, les dépêches transmises de 19 h à 7 h facturées moitié prix par le télégraphe;
- 1866 : pose du premier câble télégraphique transatlantique opérationnel entre l'île de Terre-Neuve (Canada) et l'Irlande ;
- fin 1866 : Samuel Spahr Laws a déjà 50 clients pour sa première version du Stock Ticker;
- 1867 : le Stock Ticker refusé par le London Stock Exchange;
- 1868 : mécontentement contre les compagnies anglaises de télégraphie qui entraîne la création de la Press Association;
- août 1869 : fusion des sociétés de Samuel Spahr Laws et Edward Calahan pour le Stock Ticker;
- 1869 : création de la Grande Société Télégraphique du Nord, entreprise danoise qui, jusqu'à la révolution d'Octobre, développe le réseau télégraphique de l'Empire russe[12];
- 1869 : Telegraph Act de 1869 instituant des tarifs attractifs pour les agences de presse, les compagnies anglaises de télégraphie sont toutes nationalisées;

1869 : l'agence de presse Comtelburo fondée par le journaliste John Jones;
- 1869 : la Belgique a les tarifs les plus bas au monde, la moitié du trafic pour la Bourse, 13 % pour les affaires privées, 2 % pour le gouvernement et 3 % pour les médias, grâce à un système bien géré et solide techniquement;
- 1869 : premier câble sous-marin reliant Brest, Saint-Pierre et Cape Cod, près de Boston, aux États-Unis, commandé par la Société du Câble Transatlantique Français;
- 1870 : à la demande du gouvernement britannique, Bombay est relié à Londres par un câble sous-marin
- Janvier 1870 : création en France du Syndicat de la presse départementale;
- En 1870, la Western Union met en œuvre le système duplex à Buffalo[9];
- 1872 : le Stock Ticker refusé par le London Stock Exchange;

## 1871 à 1884, treize années de généralisation
- 1873 : la Société du Câble Transatlantique Français rachetée par la Western Union
- 1874 : création de l'Agence de presse Fournier pour la finance
- 1875 : le réseau télégraphique français est long de 51 600 kilomètres
- 1875, le prix d'un mot pour le Brésil s'élève à 40 francs et le trafic ne dépasse pas 200 mots certains mois[13].
- Juin 1871 : la Grande-Bretagne est reliée à Hong Kong et, un an plus tard, à l'Australie.
- mars 1872 : fondation de The Exchange Telegraph Company, agence de presse et compagnie de télégraphe
- 1876 : Walter P. Phillips, opérateur de télégraphe américain créé le « Code Phillips », un procédé de sténo-télégraphie adopté en 1883 par la société « Mutual Union Telegraph »
- 1877 : Émile Baudot imagine un nouveau système électromécanique d'envoi et de réception des signaux télégraphiques (voir code Baudot). Ce système permet de multiplier la quantité d'informations circulant sur une ligne par rapport au système multiplexe de Meyer. Par la suite, cela donna le nom à l'unité de mesure du « baud ».
- 1877 : les réseaux télégraphiques britanniques ont une longueur de 103 068 km sur les 118 507 km du réseau mondial. En tout, 43 câbles arrivent en France.
- 1878 : le Petit Lyonnais tire à 120 000 exemplaires face à 5 concurrents, témoigne du succès de la Petite presse
- 1878 : Lois sur le télégraphe de 1878 fin du monopole d’État en France, tarif réduit pour les dépêches transmises de 16h à 10h par le télégraphe
- 1878 : suppression d'une taxe-timbre sur les journaux en France
- 1879 : fondation de la Compagnie française du télégraphe de Paris à New-York par Augustin Pouyer-Quertier
- 1879 ou 1881 : fondation de la Commercial Cable Company par John William Mackay et James Gordon Bennett
- 1884 : le réseau télégraphique français est long de 81 618  kilomètres
- 1885 : la Western African Telegraph Company obtient la concession vers l’Afrique de l'Ouest[14]
- 1884 : quinze fils spéciaux posés, sur 8 800 kilomètres, les journaux paient 100 francs le kilomètres, 700 s’il est souterrain. Sur 86 départements, 33 n’ont pas de fil, 33 n’en ont qu’un, les 20 autres croulent sous le trafic.
- 1884 : Le Matin créé à Paris, pour du « nouveau journalisme » à l'américaine
- 1884 : Jules Chapon crée une rédaction parisienne pour La Petite Gironde.
- 1885 : ce bureau devient l'Agence télégraphique républicaine.
- 1903 : premier câble télégraphique trans-pacifique, reliant les États-Unis à Hawaï et aux Philippines
- 1903 : pose d'une liaison Canada, Australie, Nouvelle-Zélande, Fidji.